# Ly
Az Ly betűkapcsolat a magyar ábécé huszadik betűje. A latin ábécében nem szerepel. 
Megnevezése nincs rögzítve. A leggyakrabban használt elipszilon vagy ellipszilon mellett más nevei is vannak: ej, ejj, elj, elly.

## A betűkapcsolat hangértéke
A betűkapcsolat kiejtése eredetileg a lágy (palatalizált) l-nek felelt meg a magyar nyelvben, a palatális, laterális közelítőhang [ʎ] hangjának lj-hez hasonló, lágy [l]) leírására szolgáló betűt jelenítette meg, melyet egyes nyelvjárások még őriznek. A keleti nyelvjárásokban és a köznyelvben már elvesztette laterális jellegét és a kiejtése a j kiejtésével egyezik meg (hasonlóan a yeísmo jelenséghez a spanyol nyelvben). A nyugati nyelvjárásokban palatális jellegét vesztette el és az l-be (alveoláris laterális közelítőhang) olvadt bele. Az északi nyelvjárásokban a [ʎ] fonéma megmaradt.
Az ly digráfot a horvát ábécében is használták az [ʎ] hang jelölésére, Gaj latin ábécéjének bevezetése előtt.

## Jelentésmegkülönböztető szerepe
A magyar nyelvben számos homonim szópár akad, amelyek homofónok, azaz egyformán hangzanak, de jelentésüktől függően ly-nal vagy j-vel írandóak,  így az ly/j betűpárnak jelentésmegkülönböztető szerepe is van. Néhány példa, a jelentéskülönbséget tükröző példamondatokkal:
súlyt – sújt: Az iskola nagy súlyt helyez a természettudományos oktatásra. Azokon a vidékeken, amelyeket háború sújt, különösen nagy problémát jelent az egészséges táplálkozás megszervezése.
folyt – fojt: Az Amazonas a kréta időszak előtt a Csendes-óceánba folyt. Béla minden érzelmet magába fojt.
foglya – fogja: A francia forradalom kitörésekor a Bastille egyetlen foglya De Sade márki volt. Elvira a zebrán mindig fogja a gyerekei kezét.
sólya – sója: Régóta ott van a parton a sólya, kiült már rá a tenger sója.
bolyt – bojt: A hangyák bolyt építenek. Jakab sapkáját bojt díszíti.
szablya – szabja: Az adózás rendjét a 2011. évi XLII. törvény szabja meg. A szablya a kardok egyik fajtája.

## Érdekességek
Bár sok szóban szerepel az ly, mégis egyedül a lyuk szóban és ragozott vagy képzővel ellátott alakjaiban áll a szó elején.